# Näckrosen (film)
Näckrosen är en tysk dramafilm från 1943 i regi av Veit Harlan, med manus av Harlan och Alfred Braun. Den bygger på novellen Immensee av Theodor Storm. Filmen är fotograferad i agfacolor av Bruno Mondi. Av kostnadsskäl spelades den in samtidigt som Vildfågel och hade delvis samma filmteam och skådespelare.

## Rollista
- Kristina Söderbaum - Elisabeth Uhl
- Carl Raddatz - Reinhardt Torsten
- Paul Klinger - Erich Jürgens
- Carola Toelle - frau Uhl
- Lina Lossen - mor Torsten
- Max Gülstorff - far Torsten
- Otto Gebühr - far Jürgens
- Germana Paolieri - Lauretta
- Käthe Dyckhoff - Jesta, student
- Wilfried Seyferth - Werner, student
- Malte Jaeger - Jochen, student
- Albert Florath - professor i musik
- Ernst Legal - direktör Jürgens